# N920 (België)
De N920 is een gewestweg in de Belgische provincie Namen. Deze weg verbindt de N5 E420 ter hoogte van Couvin met de Franse grens nabij Brûly, waar de route over gaat in een nummerloze weg.
De totale lengte van de N920 bedraagt ongeveer 9 kilometer.

## Plaatsen langs de N920
- Couvin
- Brûly